# سن جوانی تیاتینو
سن جوانی تیاتینو (به ایتالیایی: San Giovanni Teatino) یک کومونه در ایتالیا است که در استان کییتی واقع شده‌است.

## خصوصیات
سن جوانی تیاتینو ۱۸ کیلومترمربع مساحت و ۱۱٬۶۴۸ نفر جمعیت دارد و ۱۴۵ متر بالاتر از سطح دریا واقع شده‌است.